# Tadahiro Nomura
Tadahiro Nomura (japonsky 野村 忠宏; * 10. prosince 1974, Kórjó, Japonsko) je bývalý japonský zápasník – judista, se třemi zlatými olympijskými medailemi nejúspěšnější judista olympijských her.

## Sportovní kariéra
S judem začínal v útlém dětství, jeho rodina se tréninkem a výukou juda zabývá řadu let, strýc Tojokazu je olympijským vítězem v judu z Mnichova 1972.
V roce 1996 si nečekaně vybojoval v japonské kvalifikaci účast na olympijské hry v Atlantě. Tehdy poprvé prokázal kouzlo svého úspěchu. Byla to odhodlanost a pracovní morálka spojená s tvrdým tréninkovým drilem a vynikající technikou. Zvládal na vysoké úrovni celou řadu technik, zvláště pak techniku seoi-nage v několika různých variantách. Ve druhém kole olympijského turnaje v Atlantě nastoupil proti aktuálnímu mistru světa Nikolaji Ožoginovi z Ruska a od úvodu prohrával na juko. Rus později přidal další dvě juka, ale konec zápasu neudýchal, 15s před koncem Nomura zápas otočil technikou sode-curikomi-goši. Ve finále nastoupil proti dobře připravenému Italovi Girolamu Giovinazzovi. Ve vyrovnaném zápase se Ital ujal vedení na juko, které později srovnal a v závěru udeřil technikou seoi-nage a získal zlatou olympijskou medaili.
V roce 2000 si vybojoval účast na olympijské hry v Sydney na úkor Kazuhika Tokuny a opět se velmi dobře připravil. V semifinále si pohlídal nebezpečného Kubánce Poulota, ve finále přejel Jihokorejce Čong Pu-kjonga v úvodu na ippon a získal druhou zlatou olympijskou medaili.
V roce 2003 se vrátil po dvou letech nečinnosti (věnoval se manželce Joko a jiným zálibám) s rozpačitými výkony, ale v roce 2004 si opět zajistil účast na olympijských hrách v Athénách. Po zcela bezchybném výkonu získal jako první judista v historii třetí zlatou olympijskou medaili.
V roce 2008 byl na dobré cestě kvalifikovat se na své čtvrté olympijské hry v Pekingu. Trenéři však dali přednost mladému Hiraokovi a později svého rozhodnutí pravděpodobně litovali. Sportovní kariéru ukončil oficiálně po čtyřicítce v roce 2015.

### Vítězství
- 1995 – 1× světový pohár (Mnichov)
- 1996 – 2× světový pohár (Praha, Kano Cup)
- 1997 – 1× světový pohár (Moskva)
- 2000 – 1× světový pohár (Paříž)
- 2004 – 1× světový pohár (Paříž)
- 2006 – 1× světový pohár (Praha)

## Výsledky
| Olympijské hry    |    |   | 1. |    |  |   | 1. |   |  |    | 1. |  |  |  |  |  |  |  |  |  |  |
| Mistrovství světa |    | — |    | 1. |  | — |    | — |  | 3. |    |  |  |  |  |  |  |  |  |  |  |
| MS juniorů        | 2. |   |    |    |  |   |    |   |  |    |    |  |  |  |  |  |  |  |  |  |  |

## Podrobnější výsledky

### Olympijské hry
| Rok      | Kategorie       |  | 1/64      | 1/32                          | 1/16                                 | čtvrtfinále                        | semifinále                              | finále                               |
| -------- | --------------- |  | --------- | ----------------------------- | ------------------------------------ | ---------------------------------- | --------------------------------------- | ------------------------------------ |
| LOH 1996 | superlehká váha |  | x         | výhra – ?/? Leonardo Carcamo  | výhra – waz/stg Nikolaj Ožogin       | výhra – ?/stg Amar Meridža         | výhra – ?/ums Dordžpalamyn Narmandach   | výhra – 4:27/son Girolamo Giovinazzo |
| LOH 2000 | superlehká váha |  | x         | výhra – 1:38/isn Ťia Jun-ping | výhra – 2:15/ktg Brandan Greczkowski | výhra – 0:31/osg Marek Matuszek    | výhra – yuk/son Manolo Poulot           | výhra – 0:14/uma Čong Pu-kjong       |
| LOH 2004 | superlehká váha |  | volný los | výhra – 2:46/son Modesto Lara | výhra – 0:53/son Oliver Gussenberg   | výhra – 0:14/umg Miguel Albarracín | výhra – 0:23/oug Chašbátaryn Cagánbátar | výhra – waz/shi Nestor Chergiani     |

### Mistrovství světa
| Rok     | Kategorie       |  | 1/64                          | 1/32                          | 1/16                          | čtvrtfinále                   | semifinále                    | opravy                        | opravy                        | opravy                        | o bronz                            | finále                        |
| ------- | --------------- |  | ----------------------------- | ----------------------------- | ----------------------------- | ----------------------------- | ----------------------------- | ----------------------------- | ----------------------------- | ----------------------------- | ---------------------------------- | ----------------------------- |
| MS 1997 | superlehká váha |  | volný los                     | výhra Manolo Poulot           | výhra Julduz Sultanov         | výhra Yacine Douma            | výhra Cédric Taymans          | —                             | —                             | —                             | —                                  | výhra Giorgi Revazišvili      |
| MS 1999 | superlehká váha |  | nestartoval – Kazuhiko Tokuno | nestartoval – Kazuhiko Tokuno | nestartoval – Kazuhiko Tokuno | nestartoval – Kazuhiko Tokuno | nestartoval – Kazuhiko Tokuno | nestartoval – Kazuhiko Tokuno | nestartoval – Kazuhiko Tokuno | nestartoval – Kazuhiko Tokuno | nestartoval – Kazuhiko Tokuno      | nestartoval – Kazuhiko Tokuno |
| MS 2001 | superlehká váha |  | nestartoval – Kazuhiko Tokuno | nestartoval – Kazuhiko Tokuno | nestartoval – Kazuhiko Tokuno | nestartoval – Kazuhiko Tokuno | nestartoval – Kazuhiko Tokuno | nestartoval – Kazuhiko Tokuno | nestartoval – Kazuhiko Tokuno | nestartoval – Kazuhiko Tokuno | nestartoval – Kazuhiko Tokuno      | nestartoval – Kazuhiko Tokuno |
| MS 2003 | superlehká váha |  | volný los                     | výhra Cagánbátaryn Tengis     | prohra Anis Lunifi            | —                             | —                             | výhra Bazarbek Donbaj         | výhra Gal Jekutiel            | výhra Elčin Ismajilov         | výhra – 1:36/umg Oliver Gussenberg | —                             |